# Финник
«Финник» — российский полнометражный анимационный фильм 2022 года продюсерского центра Riki Group и студии «Петербург». Режиссёром этого мультфильма стал Денис Чернов. Премьера фильма состоялась 24 марта 2022 года.

## Синопсис
Мало кто знает, но в каждом доме живёт домовой. Это забавное мохнатое существо, которое тайно обитает в мире людей, чтобы заботиться о доме и хранить домашний очаг.
В маленьком городке Берге живёт Финник — добрый и забавный домовой, но немного вредный и озорной. Он постоянно подшучивает над жильцами, поэтому ни одна семья не задерживается надолго в его владениях. И хотя другие домовые иногда подшучивают уже над самим Финником по этому поводу, он совершенно не переживает: «Нет людишек — нет проблем»!
Всё меняется, когда в дом въезжают новые жильцы. На них совсем не работают уловки домового и Финник внезапно знакомится с девочкой Кристиной, а в городе начинают происходить необъяснимые события. Таким не похожим друг на друга Финнику и Кристине придётся объединиться, чтобы раскрыть тайну происшествий и спасти город.

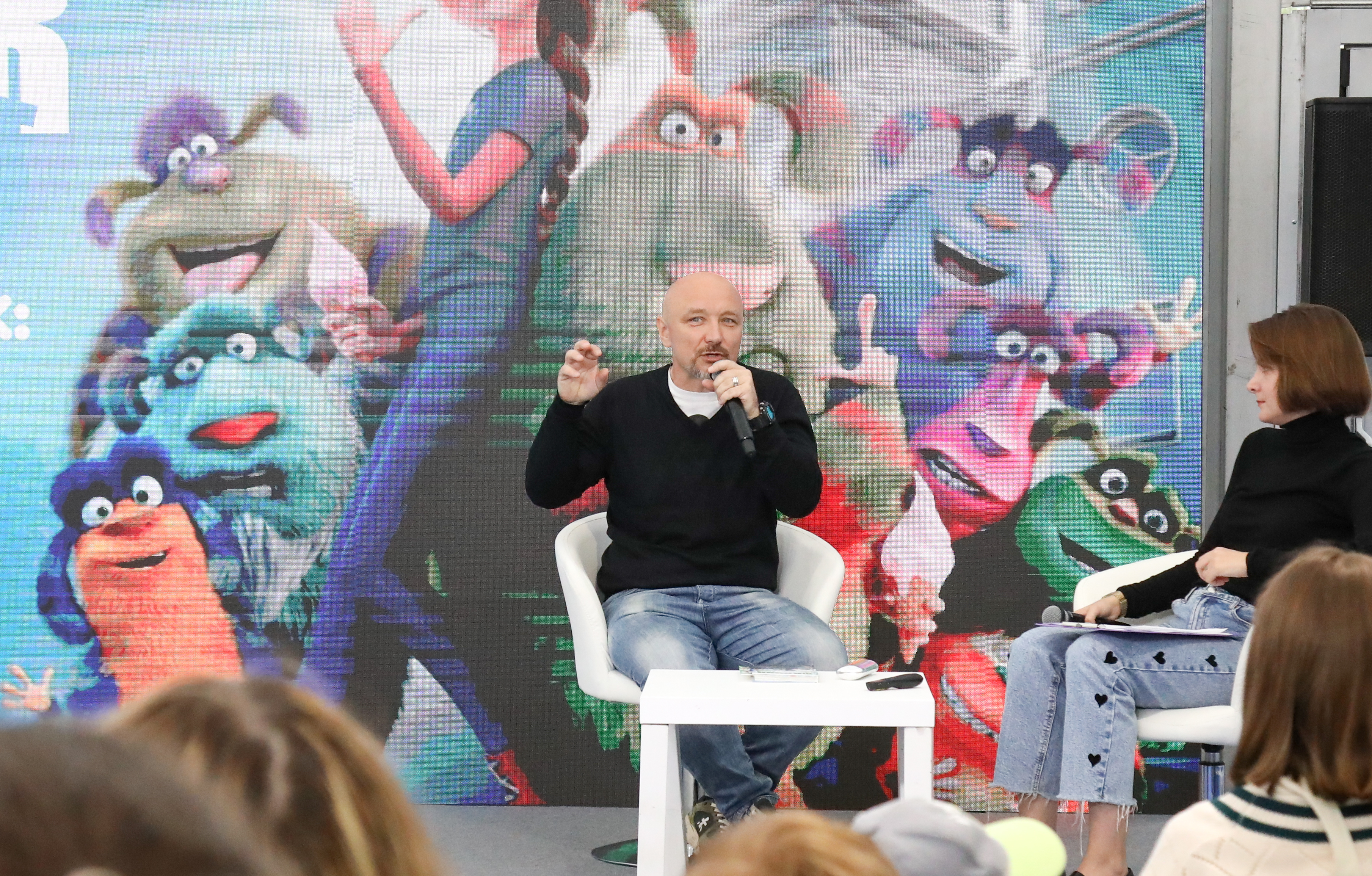
Встреча «Домовой Финник: от мультфильма до книги» (презентация книги «Финник») на первой Московской международной детской книжной ярмарке (2023 г.). На сцене — актёр озвучки Михаил Хрусталев (голос Финника)

## Съёмочная группа
- Режиссёр-постановщик: Денис Чернов.
- Сценарист: Татьяна Белова.
- Авторы идеи: Денис Чернов, Татьяна Белова.
- Композитор: Сергей Сидоров.
- Продюсеры: Елена Чиркова, Иван Поляков.
- Генеральные продюсеры: Илья Попов, Юлия Николаева.
- Сценарная группа: Нил Ландау, Лев Мурзенко, Александр Ким, Тим Веренко, Джеф Хилтон.
- Редактор: Александр Синицын.
- Песня «Прекрасный старый дом»: Андрей Князев (КняZz) и Хелависа (Мельница).
- Художник-постановщик: Ольга Овинникова.
- Звукорежиссёры: Игорь Яковель, Денис Душин.
- Авторы персонажей: Валерий Белов, Денис Чернов, Яна Коротаева.
- Директор картины: Дарья Давыдова.
- Операционный директор: Юлия Немчина.
- Технический директор: Олег Муранов.
- Ведущий линейный продюсер: Елена Чугунова.
- Линейные продюсеры: Анастасия Яковенко, Даяна Вольдиянова, Мария Андреева.
- Исполнительный сопродюсер: Нил Ландау.

## Роли озвучивали
| Актёр              | Роль                                       |
| ------------------ | ------------------------------------------ |
| Михаил Хрусталёв   | Финник                                     |
| Вероника Макеева   | Кристина                                   |
| Ида Галич          | мама Кристины                              |
| Борис Дергачёв     | папа Кристины                              |
| Андрей Лёвин       | Джей Би                                    |
| Даня Милохин       | Тикфин / Хамсетрфин / Мотяфин              |
| Александр Гудков   | Мафин                                      |
| Артур Бабич        | Пинкфин / Флюфин                           |
| Лёша Youungeer     | Тимфин / Тупикфин                          |
| Влад Левский       | Панкфин / Финол                            |
| Тен Юджин          | Фрогфин / Багфин                           |
| Тёма Waterfork     | Грифин / Альфин                            |
| Иван Чабан         | Марк                                       |
| Михаил Черняк      | репортёр                                   |
| Максим Сергеев     | режиссёр / рассказчик (не указан в титрах) |
| Светлана Кузнецова | помощница режиссёра                        |
| Борис Хасанов      | Грендфазерин                               |
| Владимир Маслаков  | Блекфин                                    |
| Сергей Мардарь     | Догфин                                     |
| Валерий Соловьёв   | детектив                                   |
| Владимир Постников | почтальон                                  |
| Игорь Яковель      | Злобный злодей                             |

## Производство и выпуск
В 2018 году фильм был анонсирован под названием «Мой друг Финник», производящийся в сотрудничестве с американской компанией 3Beep и её учредителем Тимом Веренко, и готовящийся к выходу в 2020 году.
Тизер мультфильма вышел 2 декабря 2021 года, а 14 марта 2022 года был представлен полноценный трейлер.
Премьера состоялась 24 марта 2022 года. Изначально дистрибьютором должна была быть компания Sony Pictures Releasing, но позже она прекратила свой бизнес в России. Затем стало известно, что дистрибьютором мультфильма стала компания Централ Партнершип. 28 апреля мультфильм «Финник» вышел в онлайн-кинотеатрах «Кинопоиск», «Okko» и «Ivi».
25 марта 2022 года для саундтрека мультфильма бывший солист группы «Король и Шут» Андрей Князев и лидер группы «Мельница» Хелависа выпустили композицию «Прекрасный старый дом» (переделка песни «Проклятый старый дом» альбома группы «Король и Шут» «Как в старой сказке», 2001).
Продолжение мультфильма «Финник», анимационный сериал «Детектив Финник», состоящий из 26 серий по 7 минут вышел на телеканале СТС 25 декабря 2022 года в 12:00.

### Саундтрек
«Финник. Музыка из фильма» — саундтрек к мультфильму «Финник» от различных исполнителей, вышедший 25 марта 2022 года. Музыкальный критик Алексей Мажаев в рецензии для Intermedia.ru оценил саундтрек на 8 из 10.

## Награды
- 2023 — 21-я церемония вручения наград премии «Золотой орёл»: победа в номинации «Лучший анимационный фильм»[9].
- 2023 — 28 Открытый российский фестиваль анимационного кино в Суздале: победа в номинации «Лучший полнометражный фильм»[10].
  - 2023 — российская национальная анимационная премия Икар в номинации «Полный метр»[11].